# Wilhelm Sick
Wilhelm Sick (* 20. April 1837 in Speyer; † 15. Oktober 1899 in Hamburg) war ein deutscher Apotheker und Politiker.

## Leben

### Familie
Wilhelm Sick war der jüngste Sohn von Johann Christian Sick, Gastwirt und Posthalter des Wittelsbacher Hofes in Speyer und dessen Ehefrau Elisabeth (verw. Jung); er hatte noch vier Brüder.
Er heiratete am 17. September 1867 Henriette (geb. Rosenbusch); gemeinsam hatten sie vier Kinder, die das Erwachsenenalter erreichten.

### Werdegang
Wilhelm Sick besuchte das Gymnasium (heute Gymnasium am Kaiserdom) und die Lateinschule in Speyer; nach Beendigung der Schule erhielt er eine Ausbildung zum Apotheker anfangs in Aachen, die er dann in Horstmar, Speyer und Hamburg fortsetzte.
Nachdem er sich zu einem Studium an der Universität München immatrikuliert hatte, leistete er seinen Dienst in der bayerischen Armee. Nachdem er im April 1859 die staatliche Approbationsprüfung bestanden hatte, wurde er im Juli 1859 zum Unterapotheker in der bayerischen Armee ernannt. Er blieb vier Jahre im Dienst und war zuletzt in Germersheim stationiert; in dieser Zeit promovierte er an der Universität Heidelberg zum Dr. phil.
Nach Beendigung seines Dienstes in der bayerischen Armee ließ er sich in Neu-Ulm nieder und erwarb 1863 von Rupert Primus die Marien-Apotheke; später erweiterte er sein Geschäft um eine Mineralwasseranstalt, deren Produkte er auch in Memmingen verkaufte.
Kurze Zeit, nachdem er sich in Neu-Ulm niedergelassen hatte, wurde er zum Bürgermeister gewählt. Durch das bayerische Innenministerium war Neu-Ulm am 3. November 1857 faktisch durch die Genehmigung des Stadtwappens zur Stadt erhoben worden, jedoch nicht de jure, sodass sich Wilhelm Sick als Bürgermeister um die entsprechende Anerkennung bemühte; am 29. September 1869 wurde dann durch König Ludwig II. Neu-Ulm das Stadtrecht verliehen, worauf er den Gemeinderat und einen Bürgerausschuss konstituierte.
Am 15. Februar 1868 bildete er aus mehreren bereits vorhandenen Feuerrotten (Abteilungen) eine Freiwillige Feuerwehr und ließ diese in Ulm durch den Feuerwehrdirektor Conrad Dietrich Magirus ausbilden.
Bei Ausbruch des Deutsch-Französischen Kriegs organisierte er einen der ersten Hilfszüge mit der Bahn für die in Frankreich vordringenden Truppen, den er auch selbst anführte.
Ende 1871 beteiligte er sich auch an der in Ulm veranstalteten Schwäbischen Industrie-Ausstellung und erhielt hierfür von Ferdinand von Steinbeis ein Dankesschreiben.
Aufgrund seiner geplanten Umsiedlung nach Hamburg legte er 1876 sein Bürgermeisteramt nieder und verkaufte am 24. Juli 1876 die Neu-Ulmer Marienapotheke.
Er erwarb in Hamburg die Apotheke am Alstertor von damaligen Besitzer Friedrich Eduard Paulcke. Später siedelte er sich in Uhlenhorst an und richtete sich dort ein Haus nach seinen Wünschen ein und bildete junge Nachwuchskollegen aus.
Er wurde 1880 pharmazeutischer Assistent und als Medizinal-Assessor, Beisitzer der städtischen Gesundheitsbehörde; dazu erfolgte die Wahl zum Schulpfleger und im März zum Kirchenvorsteher der Jakobi-Gemeinde.
Bei den allgemeinen Wahlen zur Bürgerschaftsvertretung wurde er zum Abgeordneten des I. Bezirks gewählt und im folgenden Jahre auf zehn Jahre zum Armenvorsteher bestellt.

## Mitgliedschaften
Während des Studiums in München trat Wilhelm Sick dem Corps Isaria bei und lernte unter anderem den späteren Reichsgerichtsrat Heinrich Winchenbach kennen.
In Neu-Ulm gründete er einen Lesezirkel.
Er übte in Hamburg das Amt des stellvertretenden Vorsitzenden der Apothekervereinigung aus, nachdem er die Wahl zum Vorsitzenden abgelehnt hatte.
Am 5. Oktober 1878 wurde er Mitglied der Freimaurerloge Ferdinand zum Felsen und war dann von 1884 bis 1888 Meister vom Stuhl.